# Амбуазький мир

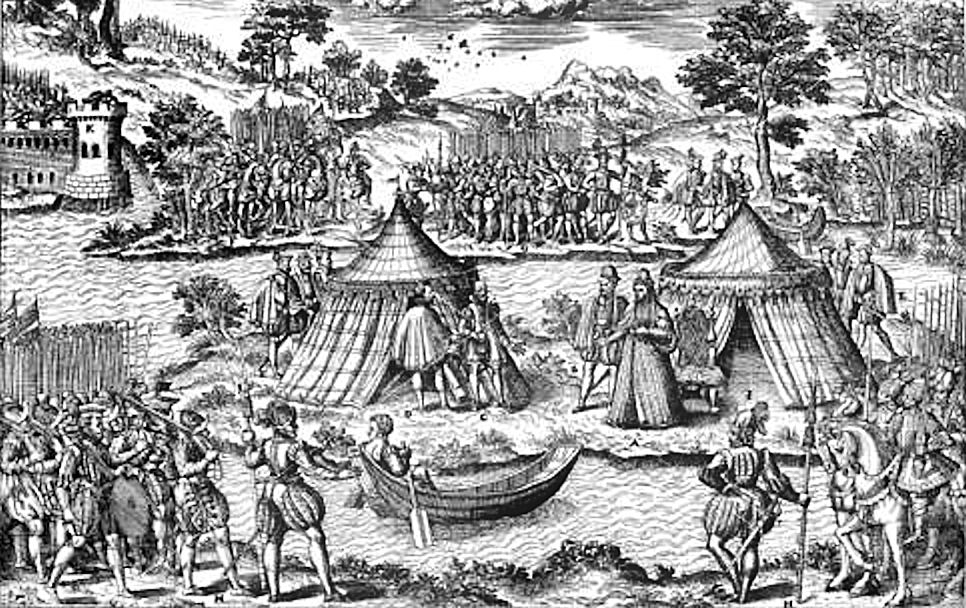

Амбуа́зький мир (фр. Paix d'Amboise) — мирний договір, підписаний в Амбуазькому замку 19 березня 1563 року за участю королеви Франції Катерини Медичі і графа Коліньї між гугенотами й католиками, що завершив Першу гугенотську війну. Амбуазький мир проголошував свободу віросповідання на догоду вищій аристократії гугенотів: прихильникам нової віри надавалася обмежена свобода богослужіння в певних місцях, регламентована Сен-Жерменським едиктом.
| Історія | Це незавершена стаття з історії. Ви можете допомогти проєкту, виправивши або дописавши її. |

| Прапор Франції | Це незавершена стаття про Францію. Ви можете допомогти проєкту, виправивши або дописавши її. |